# 吳玉 (天啟進士)
吴玉（1587年—1642年），字和璞，號崑峯，山西太原府寿阳县人。明朝政治人物。

## 生平
天啓元年（1621年）辛酉科山西鄉試舉人，天啓二年（1622年）聯捷壬戌科進士。崇祯初擢广西道监察御史，疏劾|杨维垣而并及赵兴邦、徐大化、阮大铖并周大成、孙之獬诸人，疏参枢臣王在晋乞媚邪党，同官刘鸿训擅增张庆臻敕书事。弹劾原任宣府廵撫李養冲侵撫賞庫逆璫建祠銀七萬餘兩及永寧洗馬林匿報江沙梁冐功諸狀，后升河南右参议。墓在北乡神武村。

## 家族
父吴成美，贡士，赠监察御史。